# Graffiti (Palm OS)
Pour les articles homonymes, voir Graffiti (homonymie).
 (septembre 2012).
Si vous disposez d'ouvrages ou d'articles de référence ou si vous connaissez des sites web de qualité traitant du thème abordé ici, merci de compléter l'article en donnant les références utiles à sa vérifiabilité et en les liant à la section « Notes et références ».
 (juin 2015).
Graffiti est le logiciel de reconnaissance de caractères utilisé par les assistants personnels utilisant le système d'exploitation Palm OS.
Graffiti interprète les lettres écrites en majuscules dans la zone de saisie, avec le stylet prévu à cet effet. Les lettres doivent être écrites de manière à être reconnues par graffiti, avec un sens d'écriture précis et en abandonnant certaines complexités : les lettres "A", "F", "K" et "T" perdent par exemple leurs barres car toutes les lettres écrites pour graffiti doivent être tracées d'un seul trait sauf le X.
Une deuxième version de Graffiti est apparue avec la version 5 de Palm OS. Graffiti 2 reconnaît les lettres "F", "I", "K", "T" et "X", ainsi que le "4" et plusieurs signes de ponctuation, en deux mouvements, en autorisant le lever du stylet. Cela paraît plus naturel aux néophytes, bien que les puristes regrettent la perte de vitesse de saisie, et le moins bon taux de reconnaissance.